# Thelairosoma carbonatum
Thelairosoma carbonatum là một loài ruồi trong họ Tachinidae.